# 角田守良
角田 守良（かくた もりよし、1956年（昭和31年）8月13日 - ）は、日本の政治家。埼玉県加須市長（1期）。

## 来歴
埼玉県加須市の農家の家に生まれる。埼玉県立不動岡高等学校、慶應義塾大学法学部卒業後の1979年に旧加須市職員に採用。合併後の新市で経済部長を経て2010年から副市長を務める。
2021年12月10日、引退を表明した大橋良一市長から後継指名を受けたとして、任期満了に伴う加須市長選挙への立候補を表明し、13日付で副市長を退職。
2022年4月17日投開票の市長選では、大橋の後援会組織を引き継ぎ、自由民主党の推薦も受けた角田が対立候補をトリプルスコアの大差で下し、初当選した。同月25日に市長就任。

## テレビ出演
- 開運!なんでも鑑定団 - (テレビ東京2024年9月17日放送)

加須市内の施設「加須未来館」の改装費用の工面のため宇宙服の鑑定を依頼。